# هنا يأتي الازدهار
هنا يأتي الازدهار (بالإنجليزية: Here Comes the Boom)‏ هو فيلم كوميدي أُصدر في الولايات المتحدة سنة 2012. الفيلم من كتابة كيفن جيمس.

## طاقم التمثيل
- كيفن جيمس
- هنري وينكلر
- سلمى حايك

## الميزانية والإيرادات
بلغت تكلفة إنتاج الفيلم حوالي 42 مليون دولار بينما حقق أرباحا تقدر بـ 73,100,172 دولار.

## روابط خارجية
- هنا يأتي الازدهار على موقع IMDb (الإنجليزية)
- هنا يأتي الازدهار على موقع ميتاكريتيك (الإنجليزية)
- هنا يأتي الازدهار على موقع روتن توميتوز (الإنجليزية)
- هنا يأتي الازدهار على موقع نتفليكس (الإنجليزية)
- هنا يأتي الازدهار على موقع قاعدة بيانات الأفلام العربية
- هنا يأتي الازدهار على موقع ألو سيني (الفرنسية)
- هنا يأتي الازدهار على موقع Turner Classic Movies (الإنجليزية)
- هنا يأتي الازدهار على موقع أول موفي (الإنجليزية)
- هنا يأتي الازدهار على موقع بوكس أوفيس موجو (الإنجليزية)
- هنا يأتي الازدهار على موقع فيلمافينيتي (الإسبانية)